# Moch Village
Moch Village är en ort i Mikronesiska federationen.   Den ligger i kommunen Moch Municipality och delstaten Chuuk, i den västra delen av landet, 500 km väster om huvudstaden Palikir. Moch Village ligger 16 meter över havet och antalet invånare är 854.
Terrängen runt Moch Village är mycket platt.  Närmaste större samhälle är Kuttu Village, 9,7 km väster om Moch Village. 